# Vida Šulskytė-Beselienė
Vida Šulskytė-Beselienė (Šiauliai, 17 augustus 1956) is een voormalig basketbalspeelster die uitkwam voor het nationale basketbalteam van de Sovjet-Unie. Ze kreeg de onderscheidingen Meester in de sport van de Sovjet-Unie in 1980 en de Medaille voor Voortreffelijke Prestaties tijdens de Arbeid.

## Carrière
Šulskytė speelde haar gehele carrière van 1973 tot 1987 voor Kibirkštis Vilnius. Ze werd in 1984 derde om het landskampioenschap van de Sovjet-Unie. In 1987 stopte ze met basketbal.
In 1980 won Šulskytė de gouden medaille op de Olympische Spelen. In 1983 werd ze wereldkampioen. In 1976, 1978 en 1980 werd ze Europees kampioen.

## Privé
In 1990 vertrok ze samen met haar man Romas (joods van nationaliteit) en dochter Lina naar Israël, waar ze leiding gaf aan een speciaal georganiseerde basketbalsportschool voor kinderen in de stad Risjon Letsion. Tegelijkertijd begon ze te spelen voor de basketbalclub van de stad, die in de Israëlische topklasse speelde.
Ze ontving het Israëlische staatsburgerschap.

## Erelijst
- Landskampioen Sovjet-Unie:
  - Derde: 1984
- Olympische Spelen: 1
  - Goud: 1980
- Wereldkampioenschap: 1
  - Goud: 1983
- Europees kampioenschap: 3
  - Goud: 1976, 1978, 1980